# قائمة المستشفيات في قطر
يتضمن النظام الصحي في قطر المسشتفيا الحكومية والمراكز الصحية الاولية والمستشفيات الخاصة، وتشرف وزارة الصحة العامة (قطر) على كافة الامور الصحية فيها. 

## المستشفيات
- مؤسسة حمد الطبية
- مركز السدرة للطب والبحوث
- مستشفى الخور العام
- مستشفى الرميلة
- مستشفى الوكرة العام
- مستشفى النساء

- مستشفى القلب

- المستشفى الكوبي

- مركز الأمراض الانتقالية

- المركز الوطني لعلاج وأبحاث السرطان

- مركز قطر لإعادة التأهيل

- مركز الرعاية التخصصية (عناية)

## المستشفيات الخاصة
- مركز السدرة للطب والبحوث
- سبيتار

## المراكز الصحية الاولية
تشرف على المراكز الصحية الاولية في قطر مؤسسة الرعاية الصحية الاولية والتي تأسست عام 2012 بهدف تحسين الصحة والمعافاة من خلال خدمات الرعاية الصحية الأولية التي تتميّز بشموليتها، وتكاملها وانخفاض التكلفة. بلغ عدد ما يزيد على 25 مركز حتى عام 2017 وهي في ثلاث مناطق الشمالية والوسطى والجنوبية:
- المنطقة الشمالية:

مركز مدينة خليفة الصحي -مركز أم صلال الصحي - مركز الخور الصحي- مركز الشمال الصحيلا - مركز الكعبان الصحي - مركز الغرافة الصحي - مركز لغويريه الصحي - مركز الظعاين الصحي - مركز لعبيب الصحي -
- المنطقة الوسطى:

مركز المطار الصحي
روضة الخيل
مركزأم غويلينه الصحي
مركز عمر بن الخطـاب الصحي
مركز الخليج الغـربي الصحي
مركز الوكرة الصحي
- المنطقة الغـربية

مركز ابوبكر الصديق الصحي
مركز الـريان الصحي
مركز الجـميـليـة الصحي
مركز الشيحانية الصحي
مركز مسيمـير الصحي
مركز الكرعانـة الصحي
مركز أبو نخله الصحي